# Giuseppe Piromalli (figlio)
Giuseppe Piromalli (Gioia Tauro, 4 gennaio 1945) è un mafioso italiano.
È stato il capo della 'ndrina dei Piromalli della Piana di Gioia Tauro, in cui era subentrato come capobastone a suo zio Giuseppe Piromalli. È soprannominato Pino Facciazza.
Dal 1993 è stato latitante e incluso nella lista dei latitanti più pericolosi d'Italia. Nel marzo del 1999 è stato arrestato.

## Attività criminale
Negli anni novanta il porto di Gioia Tauro divenne il più grande porto commerciale del Mediterraneo (giunse a spostare oltre 2 milioni di container nel 1998). Nel 1994 la Contship Containerlines affittò l'area del porto per iniziare la sua attività di trasporto e fu creato il Terminal Medcenter Container, grazie a 128 miliardi di lire di un finanziamento statale; i Piromalli costrinsero le due società, attraverso il vicepresidente Walter Lugli della Medcenter e il presidente Enrico Ravano della Contship, al pagamento di 1,5 $ per ogni container trasportato, che corrispondeva a metà del profitto guadagnato dalle due compagnie.
I criminali pretesero inoltre contratti, subcontratti e lavori nelle due imprese, come del resto pretendevano dalle altre imprese della zona. Malgrado la sottoscrizione di un patto anticorruzione col governo, i dirigenti delle due società cedettero alle richieste della 'Ndrina.

## Arresto
Nel 1999 furono arrestati esponenti dei Piromalli; l'11 marzo fu arrestato anche Giuseppe Piromalli, che si trovava in un bunker con stanze nascoste protette da persiane in metallo elettroniche, con un telecomando che azionava una via di fuga segretaTutti ingegni ideati e programmati dal loro "consigliori" ,un giovane di origini palermitane, quel Giuseppe Di Girolamo inteso Peppuccio (19.07.51) combinato alla ndrangheta per volere di Luciano Leggio e da Lorenzo Nuvoletta. A catturarlo furono i Carabinieri comandati dal colonnello Gennaro Niglio e dal tenente colonnello Cosimo Fazio. Era disarmato e non si oppose all'arresto. Nella stanza da letto venne trovato un piccolo altare dedicato alla Madonna di Polsi in Aspromonte.
Il 30 giugno 2009 furono sequestrati beni del valore di 10 milioni di euro tra Gioia Tauro e Milano. Anche il figlio Antonio è in carcere da quando è stato arrestato nell'operazione Cent'anni di Storia del luglio 2008. Da quell"epoca in poi, la struttura "piramidale" fu resa molto impermiabile da Peppuccio Di Girolamo quel giovanissimo "consigliori",le cui posizioni occupate da vincoli di sangue fra stretti congiunti.Nel 1999 furono arrestati esponenti dei Piromalli; l'11 marzo fu arrestato anche Giuseppe Piromalli, che si trovava in un bunker con stanze nascoste protette da persiane in metallo elettroniche, con un telecomando che azionava una via di fuga segretaTutti ingegni ideati e programmati dal loro "consigliori" ,un giovane di origini palermitane ,quel Giuseppe Di Girolamo inteso Peppuccio (19.07.51) combinato alla ndrangheta per volere di Luciano Leggio e da Lorenzo Nuvoletta.A catturarlo furono i Carabinieri comandati dal colonnello Gennaro Niglio e dal tenente colonnello Cosimo Fazio. Era disarmato e non si oppose all'arresto. Nella stanza da letto venne trovato un piccolo altare dedicato alla Madonna di Polsi in Aspromonte. 
Il 30 giugno 2009 furono sequestrati beni del valore di 10 milioni di euro tra Gioia Tauro e Milano. Anche il figlio Antonio è in carcere da quando è stato arrestato nell'operazione Cent'anni di Storia del luglio 2008.